# 大乱闘スマッシュブラザーズシリーズの登場キャラクター
大乱闘スマッシュブラザーズシリーズの登場キャラクター（だいらんとうスマッシュブラザーズシリーズのとうじょうキャラクター）では、任天堂が発売する対戦型アクションゲームのシリーズ『大乱闘スマッシュブラザーズ』シリーズに登場するキャラクターについて解説する。
なお本稿において、『初代』は『ニンテンドウオールスター!大乱闘スマッシュブラザーズ』、『DX』は『大乱闘スマッシュブラザーズDX』、『X』は『大乱闘スマッシュブラザーズX』、『for』は『大乱闘スマッシュブラザーズ for Nintendo 3DS / Wii U』、『3DS』は『大乱闘スマッシュブラザーズ for Nintendo 3DS』、『Wii U』は『大乱闘スマッシュブラザーズ for Wii U』、『SP』は『大乱闘スマッシュブラザーズ SPECIAL』のことを指す。

## ファイター
本シリーズのプレイヤーキャラクター（PC）。
- ○…基本キャラクター
- △…モデル替えキャラクター（『初代』『DX』『for』） / ダッシュファイター（『SP』）
- ☆…ダウンロードコンテンツでの追加キャラクター
- ×…操作不可能（登場しない、あるいはファイター以外の役割でのみ登場）

| No      | キャラクター名                                    | 初代 | DX | X | for | SP | 出典                                 | 声優 |
| ------- | ------------------------------------------------- | ---- | -- | - | --- | -- | ------------------------------------ | --- |
| 01      | マリオ                                            | ○    | ○  | ○ | ○   | ○  | マリオシリーズ                       | チャールズ・マーティネー |
| 09      | ルイージ                                          | △    | ○  | ○ | ○   | ○  | マリオシリーズ                       | チャールズ・マーティネー |
| 13      | ピーチ                                            | ×    | ○  | ○ | ○   | ○  | マリオシリーズ                       | ジェン・テイラー（DX） サマンサ・ケリー（X - SP） |
| 13'     | デイジー                                          | ×    | ×  | × | ×   | △  | マリオシリーズ                       | ディアナ・マスタード |
| 14      | クッパ                                            | ×    | ○  | ○ | ○   | ○  | マリオシリーズ                       | なし |
| 18      | ドクターマリオ                                    | ×    | △  | × | △   | ○  | マリオシリーズ                       | チャールズ・マーティネー |
| 48      | ロゼッタ&チコ                                     | ×    | ×  | × | ○   | ○  | マリオシリーズ                       | ケリー・ケイン（ロゼッタ） 竹澤勇矢（チコ） |
| 58      | クッパJr. （クッパ7人衆）                         | ×    | ×  | × | ○   | ○  | マリオシリーズ                       | ケーティー・サゴイアン（クッパJr.） レニ・ミネルラ（ラリー、ウェンディ、モートン、レミー） ダン・ファルコーネ（ロイ） マイク・ヴォーン（イギー、ルドウィッグ） |
| 70      | パックンフラワー                                  | ×    | ×  | × | ×   | ☆  | マリオシリーズ                       | なし |
| 02      | ドンキーコング                                    | ○    | ○  | ○ | ○   | ○  | ドンキーコングシリーズ               | なし |
| 36      | ディディーコング                                  | ×    | ×  | ○ | ○   | ○  | ドンキーコングシリーズ               | なし |
| 67      | キングクルール                                    | ×    | ×  | × | ×   | ○  | ドンキーコングシリーズ               | なし |
| 03      | リンク                                            | ○    | ○  | ○ | ○   | ○  | ゼルダの伝説シリーズ                 | 檜山修之（初代、DX） 笹沼尭羅（X、for） 高梨謙吾（SP） |
| 16      | シーク                                            | ×    | ○  | ○ | ○   | ○  | ゼルダの伝説シリーズ                 | 水沢潤（DX - for） 藤村歩（SP） |
| 17      | ゼルダ                                            | ×    | ○  | ○ | ○   | ○  | ゼルダの伝説シリーズ                 | 水沢潤（DX - for） 藤村歩（SP） |
| 22      | こどもリンク                                      | ×    | △  | × | ×   | ○  | ゼルダの伝説シリーズ                 | 瀧本富士子 |
| 23      | ガノンドロフ                                      | ×    | △  | ○ | ○   | ○  | ゼルダの伝説シリーズ                 | 長嶝高士（DX、SP） 宮田浩徳（X、for） |
| 43      | トゥーンリンク                                    | ×    | ×  | ○ | ○   | ○  | ゼルダの伝説シリーズ                 | 松本さち |
| 04      | サムス                                            | ○    | ○  | ○ | ○   | ○  | メトロイドシリーズ                   | なし |
| 04'     | ダークサムス                                      | ×    | ×  | × | ×   | △  | メトロイドシリーズ                   | なし |
| 29      | ゼロスーツサムス                                  | ×    | ×  | ○ | ○   | ○  | メトロイドシリーズ                   | アレジア・グライドウェル |
| 65      | リドリー                                          | ×    | ×  | × | ×   | ○  | メトロイドシリーズ                   | なし |
| 05      | ヨッシー                                          | ○    | ○  | ○ | ○   | ○  | ヨッシーシリーズ                     | 戸高一生 |
| 06      | カービィ                                          | ○    | ○  | ○ | ○   | ○  | 星のカービィシリーズ                 | 大本眞基子 |
| 27      | メタナイト                                        | ×    | ×  | ○ | ○   | ○  | 星のカービィシリーズ                 | 私市淳 |
| 39      | デデデ                                            | ×    | ×  | ○ | ○   | ○  | 星のカービィシリーズ                 | 桜井政博 |
| 07      | フォックス                                        | ○    | ○  | ○ | ○   | ○  | スターフォックスシリーズ             | 里内信夫（初代、DX） 野島健児（X、for） 大原崇（SP） |
| 20      | ファルコ                                          | ×    | △  | ○ | ○   | ○  | スターフォックスシリーズ             | 江川央生（DX - for） 高口公介（SP） |
| 44      | ウルフ                                            | ×    | ×  | ○ | ×   | ○  | スターフォックスシリーズ             | 大場真人（X） 高口公介（SP） |
| 08      | ピカチュウ                                        | ○    | ○  | ○ | ○   | ○  | ポケットモンスターシリーズ           | 大谷育江 |
| 12      | プリン                                            | ○    | ○  | ○ | ○   | ○  | ポケットモンスターシリーズ           | かないみか |
| 19      | ピチュー                                          | ×    | △  | × | ×   | ○  | ポケットモンスターシリーズ           | こおろぎさとみ |
| 24      | ミュウツー                                        | ×    | ○  | × | ☆   | ○  | ポケットモンスターシリーズ           | 市村正親（DX） 藤原啓治（for、SP） |
| 33 - 35 | ポケモントレーナー                                | ×    | ×  | ○ | ×   | ○  | ポケットモンスターシリーズ           | 半場友恵（男） 金魚わかな（女） |
| 33      | ゼニガメ                                          | ×    | ×  | ○ | ×   | ○  | ポケットモンスターシリーズ           | 愛河里花子 |
| 34      | フシギソウ                                        | ×    | ×  | ○ | ×   | ○  | ポケットモンスターシリーズ           | 川上とも子（X） 犬山イヌコ（SP） |
| 35      | リザードン                                        | ×    | ×  | ○ | ○   | ○  | ポケットモンスターシリーズ           | 三木眞一郎 |
| 41      | ルカリオ                                          | ×    | ×  | ○ | ○   | ○  | ポケットモンスターシリーズ           | 浪川大輔 |
| 50      | ゲッコウガ                                        | ×    | ×  | × | ○   | ○  | ポケットモンスターシリーズ           | うえだゆうじ |
| 69      | ガオガエン                                        | ×    | ×  | × | ×   | ○  | ポケットモンスターシリーズ           | 石塚運昇 |
| 10      | ネス                                              | ○    | ○  | ○ | ○   | ○  | MOTHERシリーズ                       | 大本眞基子 |
| 37      | リュカ                                            | ×    | ×  | ○ | ☆   | ○  | MOTHERシリーズ                       | レニ・ミネルラ |
| 11      | キャプテン・ファルコン                            | ○    | ○  | ○ | ○   | ○  | F-ZEROシリーズ                       | 堀川りょう |
| 15      | アイスクライマー                                  | ×    | ○  | ○ | ×   | ○  | アイスクライマー                     | 小林沙苗 |
| 21      | マルス                                            | ×    | ○  | ○ | ○   | ○  | ファイアーエムブレムシリーズ         | 緑川光 |
| 21'     | ルキナ                                            | ×    | ×  | × | △   | △  | ファイアーエムブレムシリーズ         | 小林ゆう |
| 25      | ロイ                                              | ×    | △  | × | ☆   | ○  | ファイアーエムブレムシリーズ         | 福山潤 |
| 25'     | クロム                                            | ×    | ×  | × | ×   | △  | ファイアーエムブレムシリーズ         | 杉田智和 |
| 32      | アイク                                            | ×    | ×  | ○ | ○   | ○  | ファイアーエムブレムシリーズ         | 萩道彦 |
| 56      | ルフレ                                            | ×    | ×  | × | ○   | ○  | ファイアーエムブレムシリーズ         | 細谷佳正（男） 沢城みゆき（女） |
| 62      | カムイ                                            | ×    | ×  | × | ☆   | ○  | ファイアーエムブレムシリーズ         | 島﨑信長（男） 佐藤聡美（女） |
| 75      | ベレト / ベレス                                   | ×    | ×  | × | ×   | ☆  | ファイアーエムブレムシリーズ         | 小林裕介（ベレト） 伊藤静（ベレス） |
| 26      | Mr.ゲーム&ウォッチ                                | ×    | ○  | ○ | ○   | ○  | ゲーム&ウオッチ                      | なし |
| 28      | ピット                                            | ×    | ×  | ○ | ○   | ○  | パルテナの鏡シリーズ                 | 高山みなみ |
| 28'     | ブラックピット                                    | ×    | ×  | × | △   | △  | パルテナの鏡シリーズ                 | 高山みなみ |
| 54      | パルテナ                                          | ×    | ×  | × | ○   | ○  | パルテナの鏡シリーズ                 | 久川綾 |
| 30      | ワリオ                                            | ×    | ×  | ○ | ○   | ○  | メイド イン ワリオシリーズ           | チャールズ・マーティネー |
| 40      | ピクミン&オリマー （ピクミン&アルフ）             | ×    | ×  | ○ | ○   | ○  | ピクミンシリーズ                     | 若井淑（ピクミン） 朝日温子（羽ピクミン） なし（オリマー、アルフ）                                                                                             |
| 42      | ロボット                                          | ×    | ×  | ○ | ○   | ○  | ファミリーコンピュータ ロボット      | なし |
| 45      | むらびと                                          | ×    | ×  | × | ○   | ○  | どうぶつの森シリーズ                 | なし |
| 68      | しずえ                                            | ×    | ×  | × | ×   | ○  | どうぶつの森シリーズ                 | なし |
| 47      | Wii Fitトレーナー                                 | ×    | ×  | × | ○   | ○  | Wii Fitシリーズ                      | 廣瀬仁美（女） 樋口智透（男） |
| 49      | リトル・マック                                    | ×    | ×  | × | ○   | ○  | パンチアウト!!シリーズ               | 鳥海浩輔（通常） なし（ワイヤーフレーム） |
| 51      | Miiファイター （Mii 格闘タイプ）                  | ×    | ×  | × | ○   | ○  | Mii                                  | なし（for） 12種類から選択可能（SP） |
| 52      | Miiファイター （Mii 剣術タイプ）                  | ×    | ×  | × | ○   | ○  | Mii                                  | なし（for） 12種類から選択可能（SP） |
| 53      | Miiファイター （Mii 射撃タイプ）                  | ×    | ×  | × | ○   | ○  | Mii                                  | なし（for） 12種類から選択可能（SP） |
| 57      | シュルク                                          | ×    | ×  | × | ○   | ○  | ゼノブレイドシリーズ                 | 浅沼晋太郎 |
| 79      | ホムラ                                            | ×    | ×  | × | ×   | ☆  | ゼノブレイドシリーズ                 | 下地紫野 |
| 80      | ヒカリ                                            | ×    | ×  | × | ×   | ☆  | ゼノブレイドシリーズ                 | 下地紫野 |
| 59      | ダックハント                                      | ×    | ×  | × | ○   | ○  | 光線銃シリーズ                       | なし |
| 64      | インクリング                                      | ×    | ×  | × | ×   | ○  | スプラトゥーンシリーズ               | なし |
| 76      | ミェンミェン                                      | ×    | ×  | × | ×   | ☆  | ARMS                                 | 高津はる菜 |
| 31      | スネーク                                          | ×    | ×  | ○ | ×   | ○  | メタルギアシリーズ                   | 大塚明夫 |
| 66      | シモン                                            | ×    | ×  | × | ×   | ○  | 悪魔城ドラキュラシリーズ             | 石川英郎 |
| 66'     | リヒター                                          | ×    | ×  | × | ×   | △  | 悪魔城ドラキュラシリーズ             | 梁田清之 |
| 38      | ソニック                                          | ×    | ×  | ○ | ○   | ○  | ソニックシリーズ                     | 金丸淳一 |
| 63      | ベヨネッタ                                        | ×    | ×  | × | ☆   | ○  | ベヨネッタシリーズ                   | 田中敦子（日本語） ヘレナ・テイラー（英語） |
| 71      | ジョーカー                                        | ×    | ×  | × | ×   | ☆  | ペルソナシリーズ                     | 福山潤 |
| 46      | ロックマン                                        | ×    | ×  | × | ○   | ○  | ロックマンシリーズ                   | なし |
| 60      | リュウ                                            | ×    | ×  | × | ☆   | ○  | ストリートファイターシリーズ         | 高橋広樹 |
| 60'     | ケン                                              | ×    | ×  | × | ×   | △  | ストリートファイターシリーズ         | 岸祐二 |
| 55      | パックマン                                        | ×    | ×  | × | ○   | ○  | パックマンシリーズ                   | なし |
| 81      | カズヤ                                            | ×    | ×  | × | ×   | ☆  | 鉄拳シリーズ                         | 篠原まさのり |
| 61      | クラウド                                          | ×    | ×  | × | ☆   | ○  | ファイナルファンタジーシリーズ       | 櫻井孝宏 |
| 78      | セフィロス                                        | ×    | ×  | × | ×   | ☆  | ファイナルファンタジーシリーズ       | 森川智之 |
| 72      | 勇者                                              | ×    | ×  | × | ×   | ☆  | ドラゴンクエストシリーズ             | 斎賀みつき（XI S） 檜山修之（III） 草尾毅（IV） 梶裕貴（VIII）                                                                                                 |
| 82      | ソラ                                              | ×    | ×  | × | ×   | ☆  | キングダム ハーツ シリーズ           | 入野自由 |
| 73      | バンジョー&カズーイ                               | ×    | ×  | × | ×   | ☆  | バンジョーとカズーイの大冒険シリーズ | クリス・サザーランド |
| 77      | スティーブ / アレックス （ゾンビ / エンダーマン） | ×    | ×  | × | ×   | ☆  | Minecraft                            | なし |
| 74      | テリー                                            | ×    | ×  | × | ×   | ☆  | 餓狼伝説シリーズ                     | 近藤隆 |

## モンスターボール
アイテム「モンスターボール」によって登場するポケモン。プレイヤーは操作することはできない。基本的に召喚したファイター以外を攻撃する。
『for』『SP』では珍しいポケモンだけが登場する「マスターボール」が登場。基本的に伝説のポケモン及び幻のポケモンだけが登場するが、例外的にトサキントやゾロアークが登場することもある。
担当声優は、ゲーム内でクレジット表記がされている『for』『SP』での配役のみを記載している。
- ○…モンスターボールから登場する
- ☆…モンスターボール、マスターボールから登場する
- ×…登場しない
- 数字…同番のファイターとして登場

| キャラクター名                 | 初代 | DX | X  | for | SP | わざ                                  | 出典                                    | 声優                     |
| ------------------------------ | ---- | -- | -- | --- | -- | ------------------------------------- | --------------------------------------- | ------------------------ |
| フシギバナ                     | ×    | ○  | ×  | ×   | ×  | じしん                                | ポケットモンスター 赤・緑               | 非公表                   |
| リザードン                     | ○    | ○  | 35 | 35  | 35 | かえんほうしゃ                        | ポケットモンスター 赤・緑               | 三木眞一郎               |
| カメックス                     | ○    | ○  | ×  | ×   | ×  | ハイドロポンプ                        | ポケットモンスター 赤・緑               | 非公表                   |
| スピアー                       | ○    | ×  | ×  | ×   | ×  | とっしん                              | ポケットモンスター 赤・緑               | なし                     |
| ピッピ                         | ○    | ○  | ×  | ×   | ×  | ゆびをふる                            | ポケットモンスター 赤・緑               | 非公表                   |
| ロコン                         | ×    | ×  | ×  | ×   | ○  | ひのこ                                | ポケットモンスター 赤・緑               | 真堂圭                   |
| ニャース                       | ○    | ×  | ○  | ○   | ○  | ネコにこばん                          | ポケットモンスター 赤・緑               | なし                     |
| ケーシィ                       | ×    | ×  | ×  | ×   | ○  | テレポート                            | ポケットモンスター 赤・緑               | 愛河里花子               |
| イワーク                       | ○    | ×  | ×  | ×   | ×  | いわおとし                            | ポケットモンスター 赤・緑               | 非公表                   |
| マルマイン                     | ×    | ○  | ○  | ○   | ○  | だいばくはつ                          | ポケットモンスター 赤・緑               | なし                     |
| サワムラー                     | ○    | ×  | ×  | ×   | ×  | とびけり                              | ポケットモンスター 赤・緑               | 非公表                   |
| ドガース                       | ○    | ×  | ×  | ×   | ×  | スモッグ                              | ポケットモンスター 赤・緑               | 非公表                   |
| マタドガス                     | ×    | ○  | ×  | ×   | ×  | スモッグ                              | ポケットモンスター 赤・緑               | 非公表                   |
| ラッキー                       | ○    | ○  | ×  | ×   | ×  | タマゴうみ                            | ポケットモンスター 赤・緑               | 非公表                   |
| トサキント                     | ○    | ○  | ○  | ☆   | ☆  | はねる                                | ポケットモンスター 赤・緑               | 大谷育江                 |
| ヒトデマン                     | ×    | ○  | ○  | ○   | ○  | スピードスター                        | ポケットモンスター 赤・緑               | 三木眞一郎               |
| スターミー                     | ○    | ×  | ×  | ×   | ×  | スピードスター                        | ポケットモンスター 赤・緑               | 非公表                   |
| メタモン                       | ×    | ×  | ×  | ×   | ○  | へんしん                              | ポケットモンスター 赤・緑               | 三石琴乃                 |
| イーブイ                       | ×    | ×  | ×  | ○   | ○  | とっしん                              | ポケットモンスター 赤・緑               | 佐藤恵                   |
| カビゴン                       | ○    | ○  | ○  | ○   | ○  | のしかかり                            | ポケットモンスター 赤・緑               | 小西克幸                 |
| フリーザー                     | ×    | ○  | ×  | ×   | ×  | こごえるかぜ                          | ポケットモンスター 赤・緑               | なし                     |
| サンダー                       | ×    | ○  | ×  | ×   | ×  | でんきショック                        | ポケットモンスター 赤・緑               | なし                     |
| ファイヤー                     | ×    | ○  | ○  | ☆   | ☆  | そらをとぶ                            | ポケットモンスター 赤・緑               | なし                     |
| ミュウ                         | ○    | ○  | ○  | ☆   | ☆  | そらをとぶ                            | ポケットモンスター 赤・緑               | 山寺宏一                 |
| チコリータ                     | ×    | ○  | ○  | ×   | ×  | はっぱカッター                        | ポケットモンスター 金・銀               | かないみか               |
| ヒノアラシ                     | ×    | ○  | ×  | ×   | ×  | かえんほうしゃ                        | ポケットモンスター 金・銀               | 非公表                   |
| トゲピー                       | ×    | ○  | ○  | ○   | ○  | ゆびをふる                            | ポケットモンスター 金・銀               | こおろぎさとみ           |
| キレイハナ                     | ×    | ○  | ○  | ○   | ○  | あまいかおり                          | ポケットモンスター 金・銀               | 飯塚雅弓                 |
| マリル                         | ×    | ○  | ×  | ×   | ×  | たいあたり                            | ポケットモンスター 金・銀               | 非公表                   |
| アンノーン                     | ×    | ○  | ×  | ×   | ×  | とっしん                              | ポケットモンスター 金・銀               | なし                     |
| ソーナンス                     | ×    | ○  | ○  | ×   | ×  | カウンター                            | ポケットモンスター 金・銀               | うえだゆうじ             |
| ハッサム                       | ×    | ○  | ×  | ×   | ○  | メタルクロー（DX） れんぞくぎり（SP） | ポケットモンスター 金・銀               | 三木眞一郎               |
| ポリゴン2                      | ×    | ○  | ×  | ×   | ×  | たいあたり                            | ポケットモンスター 金・銀               | なし                     |
| ライコウ                       | ×    | ○  | ×  | ×   | ×  | スパーク                              | ポケットモンスター 金・銀               | なし                     |
| エンテイ                       | ×    | ○  | ○  | ☆   | ☆  | ほのおのうず                          | ポケットモンスター 金・銀               | なし                     |
| スイクン                       | ×    | ○  | ○  | ☆   | ☆  | ふぶき（DX） オーロラビーム（X - SP） | ポケットモンスター 金・銀               | なし                     |
| ルギア                         | ×    | ○  | ○  | ☆   | ☆  | エアロブラスト                        | ポケットモンスター 金・銀               | なし                     |
| ホウオウ                       | ×    | ○  | ○  | ×   | ×  | せいなるほのお                        | ポケットモンスター 金・銀               | なし                     |
| セレビィ                       | ×    | ○  | ○  | ×   | ×  | そらをとぶ                            | ポケットモンスター 金・銀               | なし                     |
| アチャモ                       | ×    | ×  | ○  | ×   | ×  | ほのおのうず                          | ポケットモンスター ルビー・サファイア   | 非公表                   |
| サーナイト                     | ×    | ×  | ○  | ○   | ○  | リフレクター                          | ポケットモンスター ルビー・サファイア   | 川上とも子               |
| ゴクリン                       | ×    | ×  | ○  | ×   | ×  | のみこむ                              | ポケットモンスター ルビー・サファイア   | 非公表                   |
| メタグロス                     | ×    | ×  | ○  | ○   | ○  | じしん                                | ポケットモンスター ルビー・サファイア   | 石塚運昇                 |
| ラティアス                     | ×    | ×  | ○  | ☆   | ☆  | はがねのつばさ                        | ポケットモンスター ルビー・サファイア   | 林原めぐみ               |
| ラティオス                     | ×    | ×  | ○  | ☆   | ☆  | はがねのつばさ                        | ポケットモンスター ルビー・サファイア   | 江原正士                 |
| カイオーガ                     | ×    | ×  | ○  | ☆   | ☆  | ハイドロポンプ                        | ポケットモンスター ルビー・サファイア   | なし                     |
| グラードン                     | ×    | ×  | ○  | ×   | ×  | オーバーヒート                        | ポケットモンスター ルビー・サファイア   | なし                     |
| ジラーチ                       | ×    | ×  | ○  | ×   | ×  | そらをとぶ                            | ポケットモンスター ルビー・サファイア   | 非公表                   |
| デオキシス                     | ×    | ×  | ○  | ☆   | ☆  | はかいこうせん                        | ポケットモンスター ルビー・サファイア   | 小西克幸                 |
| ポッチャマ                     | ×    | ×  | ○  | ×   | ×  | なみのり                              | ポケットモンスター ダイヤモンド・パール | 小桜エツ子               |
| ウソハチ                       | ×    | ×  | ○  | ×   | ×  | たいあたり                            | ポケットモンスター ダイヤモンド・パール | 非公表                   |
| ゴンベ                         | ×    | ×  | ○  | ×   | ×  | ものひろい                            | ポケットモンスター ダイヤモンド・パール | 非公表                   |
| ユキノオー                     | ×    | ×  | ×  | ○   | ○  | ふぶき れいとうパンチ                 | ポケットモンスター ダイヤモンド・パール | 三宅健太                 |
| マニューラ                     | ×    | ×  | ○  | ×   | ×  | みねうち                              | ポケットモンスター ダイヤモンド・パール | 非公表                   |
| パルキア                       | ×    | ×  | ×  | ☆   | ☆  | あくうせつだん                        | ポケットモンスター ダイヤモンド・パール | なし                     |
| ギラティナ                     | ×    | ×  | ×  | ☆   | ☆  | りゅうのいぶき                        | ポケットモンスター ダイヤモンド・パール | なし                     |
| マナフィ                       | ×    | ×  | ○  | ×   | ×  | ハートスワップ                        | ポケットモンスター ダイヤモンド・パール | 非公表                   |
| ダークライ                     | ×    | ×  | ×  | ☆   | ☆  | ダークホール                          | ポケットモンスター ダイヤモンド・パール | 三木眞一郎               |
| アルセウス                     | ×    | ×  | ×  | ☆   | ☆  | じゅうりょく                          | ポケットモンスター ダイヤモンド・パール | 林原めぐみ               |
| ビクティニ                     | ×    | ×  | ×  | ☆   | ☆  | しょうりのほし                        | ポケットモンスター ブラック・ホワイト   | 佐藤恵                   |
| ツタージャ                     | ×    | ×  | ×  | ○   | ○  | はっぱカッター                        | ポケットモンスター ブラック・ホワイト   | 林原めぐみ               |
| ミジュマル                     | ×    | ×  | ×  | ○   | ○  | なみのり                              | ポケットモンスター ブラック・ホワイト   | 生天目仁美               |
| ゾロアーク                     | ×    | ×  | ×  | ☆   | ☆  | みだれひっかき                        | ポケットモンスター ブラック・ホワイト   | 生天目仁美               |
| キュレム                       | ×    | ×  | ×  | ☆   | ☆  | こごえるかぜ                          | ポケットモンスター ブラック・ホワイト   | 三宅健太                 |
| ケルディオ                     | ×    | ×  | ×  | ☆   | ☆  | しんぴのつるぎ                        | ポケットモンスター ブラック・ホワイト   | 寺崎裕香                 |
| メロエッタ                     | ×    | ×  | ×  | ☆   | ☆  | エコーボイス                          | ポケットモンスター ブラック・ホワイト   | 寺崎裕香                 |
| ゲノセクト                     | ×    | ×  | ×  | ☆   | ☆  | テクノバスター                        | ポケットモンスター ブラック・ホワイト   | うえだゆうじ             |
| ハリマロン                     | ×    | ×  | ×  | ○   | ○  | たねばくだん                          | ポケットモンスター X・Y                 | 生天目仁美               |
| フォッコ                       | ×    | ×  | ×  | ○   | ○  | やきつくす                            | ポケットモンスター X・Y                 | 林原めぐみ               |
| ヤヤコマ                       | ×    | ×  | ×  | ○   | ○  | つつく                                | ポケットモンスター X・Y                 | 寺崎裕香                 |
| コフーライ                     | ×    | ×  | ×  | ○   | ○  | しびれごな                            | ポケットモンスター X・Y                 | 林原めぐみ               |
| ゴーゴート                     | ×    | ×  | ×  | ○   | ○  | とっしん                              | ポケットモンスター X・Y                 | 三宅健太                 |
| ペロッパフ                     | ×    | ×  | ×  | ○   | ○  | わたほうし                            | ポケットモンスター X・Y                 | 佐藤恵                   |
| マーイーカ                     | ×    | ×  | ×  | ○   | ○  | ひっくりかえす                        | ポケットモンスター X・Y                 | 三宅健太                 |
| デデンネ                       | ×    | ×  | ×  | ○   | ○  | ほうでん                              | ポケットモンスター X・Y                 | 佐藤恵                   |
| ゼルネアス                     | ×    | ×  | ×  | ☆   | ☆  | ジオコントロール                      | ポケットモンスター X・Y                 | 生天目仁美               |
| キテルグマ                     | ×    | ×  | ×  | ×   | ○  | ぶんまわす                            | ポケットモンスター サン・ムーン         | かないみか               |
| ナマコブシ                     | ×    | ×  | ×  | ×   | ○  | とびだすなかみ                        | ポケットモンスター サン・ムーン         | かないみか               |
| トゲデマル                     | ×    | ×  | ×  | ×   | ○  | スパーク                              | ポケットモンスター サン・ムーン         | かないみか               |
| ミミッキュ                     | ×    | ×  | ×  | ×   | ○  | ばけのかわ                            | ポケットモンスター サン・ムーン         | 浪川大輔                 |
| カプ・コケコ                   | ×    | ×  | ×  | ×   | ○  | エレキフィールド ほうでん             | ポケットモンスター サン・ムーン         | 愛河里花子               |
| ソルガレオ                     | ×    | ×  | ×  | ×   | ☆  | メテオドライブ                        | ポケットモンスター サン・ムーン         | なし                     |
| ルナアーラ                     | ×    | ×  | ×  | ×   | ☆  | シャドーレイ                          | ポケットモンスター サン・ムーン         | なし                     |
| マーシャドー                   | ×    | ×  | ×  | ×   | ☆  | シャドースチール                      | ポケットモンスター サン・ムーン         | 山寺宏一                 |
| ライチュウ（アローラのすがた） | ×    | ×  | ×  | ×   | ○  | サーフテール                          | ポケットモンスター サン・ムーン         | 武隈史子                 |
| ロコン（アローラのすがた）     | ×    | ×  | ×  | ×   | ○  | こなゆき                              | ポケットモンスター サン・ムーン         | 上田麗奈                 |
| ナッシー（アローラのすがた）   | ×    | ×  | ×  | ×   | ○  | とおせんぼう                          | ポケットモンスター サン・ムーン         | 上田麗奈 真堂圭 武隈史子 |

## アシストフィギュア
アイテム「アシストフィギュア」によって登場するキャラクター。前述の「モンスターボール」と同様に、プレイヤーは操作することはできない。
『for』では一部のキャラクターのみHPが設定されており、規定ダメージを超えると撤退する。また、『SP』ではその大半が吹き飛ぶようになり、タイム制で倒すとスコアにも加算される。
- ○…最初から登場
- △…条件を満たすことで登場
- ×…登場しない
- 数字…同番のファイターとして登場

| キャラクター名           | X | for | SP  | 出典                                | 声優                                                  |
| ------------------------ | - | --- | --- | ----------------------------------- | ----------------------------------------------------- |
| ジュゲム&トゲゾー        | ○ | ○   | ×   | マリオシリーズ                      | なし                                                  |
| ハンマーブロス           | ○ | ○   | ○   | マリオシリーズ                      | なし                                                  |
| ワルイージ               | ○ | ○   | ○   | マリオシリーズ                      | チャールズ・マーティネー                              |
| ワンワン                 | × | ○   | ○   | マリオシリーズ                      | なし                                                  |
| ドッスン                 | × | ×   | ○   | マリオシリーズ                      | なし                                                  |
| ハエと手                 | × | ×   | ○   | マリオシリーズ                      | なし                                                  |
| クラップトラップ         | × | ×   | ○   | ドンキーコングシリーズ              | なし                                                  |
| チンクル                 | ○ | ○   | ×   | ゼルダの伝説シリーズ                | 宮田浩徳                                              |
| スタルキッド             | × | ○   | ○   | ゼルダの伝説シリーズ                | なし                                                  |
| ミドナ                   | × | ○   | ○   | ゼルダの伝説シリーズ                | 河本明子                                              |
| ギラヒム                 | × | ○   | ○   | ゼルダの伝説シリーズ                | 勝杏里                                                |
| 月                       | × | ×   | ○   | ゼルダの伝説シリーズ                | なし                                                  |
| メトロイド               | ○ | ○   | ○   | メトロイドシリーズ                  | なし                                                  |
| マザーブレイン           | × | ○   | ○   | メトロイドシリーズ                  | なし                                                  |
| ダークサムス             | × | ○   | 04' | メトロイドシリーズ                  | なし                                                  |
| ナックルジョー           | ○ | ○   | ○   | 星のカービィシリーズ                | 高山みなみ                                            |
| ナイトメア               | × | ○   | ○   | 星のカービィシリーズ                | 江川央生                                              |
| コックカワサキ           | × | ×   | ○   | 星のカービィシリーズ                | なし                                                  |
| アンドルフ               | ○ | ○   | ○   | スターフォックスシリーズ            | なし                                                  |
| クリスタル               | × | ×   | ○   | スターフォックスシリーズ            | 一龍斎貞弥                                            |
| ジェフ                   | ○ | △   | ○   | MOTHERシリーズ                      | なし                                                  |
| スターマン               | × | △   | ○   | MOTHERシリーズ                      | なし                                                  |
| サムライ ゴロー          | ○ | ○   | ○   | F-ZEROシリーズ                      | 大塚明夫                                              |
| リン                     | ○ | ○   | ○   | ファイアーエムブレムシリーズ        | 大本眞基子                                            |
| 漆黒の騎士               | × | ×   | ○   | ファイアーエムブレムシリーズ        | 間島淳司                                              |
| チキ                     | × | ×   | ○   | ファイアーエムブレムシリーズ        | 大谷育江                                              |
| 電光のエレカ             | × | ○   | ○   | 新・光神話 パルテナの鏡             | 小松由佳                                              |
| マグナ                   | × | ○   | ×   | 新・光神話 パルテナの鏡             | 乃村健次                                              |
| カット&アナ              | ○ | ○   | ×   | メイド イン ワリオシリーズ          | サラ・ラディッシュ（カット） レスリー・スワン（アナ） |
| アシュリー               | × | △   | ○   | メイド イン ワリオシリーズ          | なし                                                  |
| ヘビガラス               | × | ×   | ○   | ピクミンシリーズ                    | なし                                                  |
| リセットさん             | ○ | ×   | ×   | どうぶつの森シリーズ                | なし                                                  |
| しずえ                   | × | ○   | 68  | どうぶつの森シリーズ                | なし                                                  |
| うんてんしゅ             | × | ×   | ○   | どうぶつの森シリーズ                | なし                                                  |
| リトル・マック           | ○ | 49  | 49  | パンチアウト!!                      | 江川央生                                              |
| リキ                     | × | ○   | ○   | ゼノブレイドシリーズ                | 甲斐田ゆき                                            |
| シオカラーズ             | × | ×   | ○   | スプラトゥーンシリーズ              | keity.pop（アオリ） 菊間まり（ホタル）                |
| スプリングマン           | × | ×   | ○   | ARMS                                | ピーター・ヴァン・ガーム                              |
| デビル                   | ○ | ○   | ○   | デビルワールド                      | なし                                                  |
| エキサイトバイク         | ○ | ×   | ×   | エキサイトバイク                    | なし                                                  |
| センシャ&ホヘイ          | △ | ○   | ×   | ファミコンウォーズ                  | なし                                                  |
| ドクターライト           | ○ | ○   | ○   | シムシティ                          | 里内信夫                                              |
| サキ・アマミヤ           | ○ | ○   | ×   | 罪と罰 地球の継承者                 | デックス・マンリー                                    |
| ヘリリン                 | ○ | ×   | ×   | くるくるくるりん                    | なし                                                  |
| ロビン                   | △ | ×   | ○   | 黄金の太陽シリーズ                  | 一龍斎貞弥                                            |
| スタフィー               | ○ | ○   | ○   | 伝説のスタフィーシリーズ            | なし                                                  |
| バーバラ                 | △ | ×   | ×   | 大合奏!バンドブラザーズシリーズ     | なし                                                  |
| ニンテンドッグス         | ○ | ○   | ○   | Nintendogsシリーズ                  | なし                                                  |
| ドリ・くるり&ラセンダー8 | ○ | ×   | ×   | スクリューブレイカー 轟振どりるれろ | 浜野幸子                                              |
| カスタムロボ             | △ | ×   | ×   | 激闘!カスタムロボ                   | なし                                                  |
| テレビゲーム15           | × | ○   | ○   | カラーテレビゲーム15                | なし                                                  |
| シェリフ                 | × | ○   | ○   | シェリフ                            | なし                                                  |
| 鷹丸                     | × | ○   | ○   | 謎の村雨城                          | 杉田智和                                              |
| サブレ王国の王子         | × | ○   | ○   | カエルの為に鐘は鳴る                | 小林ゆう                                              |
| 川島教授                 | × | ○   | ○   | 脳を鍛える大人のDSトレーニング      | なし                                                  |
| ジロー                   | × | ○   | ○   | ザ・ローリング・ウエスタンシリーズ  | 工藤太郎                                              |
| スカポン                 | × | ×   | ○   | ジョイメカファイト                  | なし                                                  |
| ビンス先生               | × | ×   | ○   | 絵心教室シリーズ                    | なし                                                  |
| ニッキー                 | × | ×   | ○   | いつの間に交換日記                  | なし                                                  |
| バイト                   | × | ×   | ○   | バッジとれ〜るセンター              | 大西壮登                                              |
| 不来方夕莉               | × | ×   | ○   | 零 濡鴉ノ巫女                       | 種田梨沙（夕莉） 田中敦子（幽霊） 西健亮（幽霊）      |
| サイボーグ忍者           | △ | ×   | ○   | メタルギアシリーズ                  | 塩沢兼人                                              |
| アルカード               | × | ×   | ○   | 悪魔城ドラキュラシリーズ            | 置鮎龍太郎                                            |
| ボンバーマン             | × | ×   | ○   | ボンバーマンシリーズ                | なし                                                  |
| シャドウ                 | △ | ○   | ○   | ソニックシリーズ                    | 遊佐浩二                                              |
| ナックルズ               | × | ×   | ○   | ソニックシリーズ                    | 神奈延年                                              |
| ロダン                   | × | ×   | ○   | ベヨネッタシリーズ                  | 玄田哲章                                              |
| アキラ                   | × | ×   | ○   | バーチャファイターシリーズ          | 三木眞一郎                                            |
| エレキマン               | × | ○   | ×   | ロックマンシリーズ                  | なし                                                  |
| ワイリーカプセル         | × | ×   | ○   | ロックマンシリーズ                  | なし                                                  |
| ゼロ                     | × | ×   | ○   | ロックマンシリーズ                  | 置鮎龍太郎                                            |
| ガイル                   | × | ×   | ○   | ストリートファイターシリーズ        | 安元洋貴                                              |
| リオレウス               | × | ×   | ○   | モンスターハンターシリーズ          | なし                                                  |
| モンスターズ             | × | ○   | ○   | パックマンシリーズ                  | なし                                                  |
| ショベルナイト           | × | ×   | ○   | ショベルナイト                      | なし                                                  |

## ゲストキャラクター
主にステージやファイターのアクション等で登場するキャラクター。ファイターなどとして登場しているキャラクターも別個に記載する。また、『SP』で名称が変更されたステージはそちらに準ずる。

### マリオシリーズ
ジュゲムブラザーズ
『スーパーマリオ64』からのゲスト出演。
ステージ「ピーチ城上空」に登場する。
パックンフラワー、ノコノコ、メット
『初代』『SP』のステージ「いにしえの王国」に登場する。
フィッシングジュゲム
ステージ「ヨースター島」に登場する。
キノピオ
ピーチとデイジーの「通常必殺ワザ」に登場する。
『DX』ではアドベンチャーの「キノコ王国」で背景に登場する。
マグナムキラー
ステージ「ピーチ城」ではやくものとして登場し、城に突進し突き刺さった後に大爆発する。
ステージ「ヨースター島」では背景に登場する。
ヘイホー
ステージ「スーパーしあわせのツリー」「ヨッシーストーリー」「ヨッシーアイランド」「エイトクロスサーキット」「レインボーロード」「マリオサーキット」に登場する。
「ヨッシーストーリー」と「ヨッシーアイランド」では食べ物を運んでおり、「マリオサーキット」「エイトクロスサーキット」「レインボーロード」ではカートに乗ってレースを行っている。
キャサリン
ステージ「いにしえの王国 USA」に登場する。
卵を吐いて攻撃するが、ダメージを受けると吹き飛ばされる。
ドドリゲス
『スーパーマリオUSA』からのゲスト出演。
ステージ「いにしえの王国 USA」に登場する。
テレサ
ステージ「ルイージマンション」に登場する。柱を破壊し、屋敷が倒壊すると一瞬だけ登場する。
シェルクリーパー、サイドステッパー
『マリオブラザーズ』からのゲスト出演。
ステージ「マリオブラザーズ」に登場する。
ファイターが触れると転び、投げてぶつけると横へ強く吹き飛ばす。
ゲッソー
ステージ「ペーパーマリオ」に登場する。
ボスパックン
『X』では「亜空の使者」のボスとして登場。『SP』ではパックンフラワーの「最後の切りふだ」として登場する。
カメック
ステージ「マリオUワールド」に登場する。
トッテン
『NewスーパーマリオブラザーズU』からのゲスト出演。
ステージ「マリオUワールド」に登場する。
でかウニラ
ステージ「マリオUワールド」に登場する。
キノピオ隊長
『進め! キノピオ隊長』からのゲスト出演。
ステージ「ニュードンク市庁舎」に登場する。
キャッピー
『スーパーマリオ オデッセイ』からのゲスト出演。
『SP』でのマリオの「上必殺ワザ」や上アピールに登場する。
ポリーン
『スーパーマリオ オデッセイ』からのゲスト出演。
ステージ「ニュードンク市庁舎」に登場する。
マリオ
ファイターの1人だが、ゲスト出演としてパックンフラワーの勝利シーンに登場する。

### ドンキーコングシリーズ
ネッキー
『スーパードンキーコング』からのゲスト出演。
ステージ「コンゴジャングル」「ジャングルガーデン」に登場する。
クラップトラップ
『スーパードンキーコング』からのゲスト出演。
ステージ「いかだと滝」「ジャングルガーデン」に登場する。
初代ドンキーコング
『ドンキーコング』からのゲスト出演。
ステージ「75m」に登場する。
さけぶ柱
『ドンキーコング リターンズ』からのゲスト出演。
ステージ「バナナジャングル」に登場する。

### ゼルダの伝説シリーズ
ナビィ
『ゼルダの伝説 時のオカリナ』からのゲスト出演。
『X』『for』でのリンクの横アピールや、『SP』でのこどもリンクの横アピールに登場する。
チンクル、月、四巨人、カメジマ
『ゼルダの伝説 ムジュラの仮面』からのゲスト出演。
ステージ「グレートベイ」に登場する。
キングブルブリン
『ゼルダの伝説 トワイライトプリンセス』からのゲスト出演。
ステージ「オルディン大橋」に登場する。現れると突進しながら爆弾を橋の中央に置き、爆破する。
赤獅子の王
『ゼルダの伝説 風のタクト』からのゲスト出演。
ステージ「海賊船」に登場する。
メスの妖精
『ゼルダの伝説 風のタクト』からのゲスト出演。
トゥーンリンクの横アピールに登場する
ブタ
『ゼルダの伝説 風のタクト』からのゲスト出演。
トゥーンリンクの勝利シーンに登場する。
コウメ、コタケ
声 - 神宮司弥生
『ゼルダの伝説 時のオカリナ』からのゲスト出演。
ステージ「ゲルドの谷」に登場する。橋を壊した後に現れ、片方のどこかに攻撃する。
機関士リンク、シロクニ
『ゼルダの伝説 大地の汽笛』からのゲスト出演。
ステージ「汽車」に登場する。通常は機関士リンクが背景にいるが、リンク、こどもリンク、トゥーンリンクのいずれかが参加している場合は、シロクニに変更される。
ロフトバード
『ゼルダの伝説 スカイウォードソード』からのゲスト出演。
ステージ「スカイロフト」に登場する。
ファントムゼルダ
『ゼルダの伝説 大地の汽笛』からのゲスト出演。
『for』『SP』でのゼルダの「下必殺ワザ」に登場する。
ハイラル王（ローム・ボスフォレームス・ハイラル）
『ゼルダの伝説 ブレス オブ ザ ワイルド』からのゲスト出演。
ステージ「はじまりの塔」に身分を隠した老人の姿で登場する。
魔王ガノン
『ゼルダの伝説 時のオカリナ』からのゲスト出演。
『SP』でのガノンドロフの「最後の切りふだ」で変身するほか、モード「アドベンチャー」「勝ちあがり乱闘」のボスとして登場する。

### メトロイドシリーズ
ウェーバー
ステージ「惑星ゼーベス」に登場する。
リドリー
『DX』のオープニングムービーや、ステージ「惑星ゼーベス」「パイロスフィア」に登場する。
『X』では「亜空の使者」のボスキャラクターとして登場。『for』のステージ「パイロスフィア」では一定以上のダメージを与えることでダメージを与えたファイターの味方という扱いになり援護攻撃を始めるほか、アシストフィギュアのように吹っ飛ばして点数にすることも可能。
『SP』ではプレイアブルキャラクターとして登場したため、ギミックやボスとしての登場は無い。
クレイド
ステージ「ブリンスタ深部」に登場する。現れるとステージを回転する。
パラサイトクイーン
『メトロイドプライム』からのゲスト出演。
ステージ「フリゲートオルフェオン」に登場する。
メタリドリー
『メトロイドプライム』からのゲスト出演。
「亜空の使者」のボスキャラクターとして登場。他のボスと異なり、2分以内に倒さなければならない。
ゾーロ、ジュリオン、FG-2グラハム
『メトロイド アザーエム』からのゲスト出演。
ステージ「パイロスフィア」に登場する。
サムス
ファイターの1人だが、こちらはパワードスーツの姿の方で、ゲスト出演として『SP』でのゼロスーツサムスの「最後の切りふだ」に登場する。

### ヨッシーシリーズ
あほうどり
『スーパーマリオ ヨッシーアイランド』からのゲスト出演。
ステージ「スーパーしあわせのツリー」に登場する。
とうさんぞう
『ヨッシーストーリー』からのゲスト出演。
ステージ「ヨッシーストーリー」に登場する。

### 星のカービィシリーズ
ウィスピーウッズ
ステージ「プププランド」「グリーングリーンズ」に登場する。
「プププランド」では息を吹いてファイターを吹き飛ばし、「グリーングリーンズ」では息を吹く他にリンゴを落とす。
ブロントバート、デデデ
ステージ「プププランド」に登場する。
デデデは『for』以降でファイターとして参加している場合に限り、ステージ演出に登場しなくなる。
ワドルディ
『X』でのデデデの「横必殺ワザ」、「最後の切りふだ」に登場する。また、登場シーンと勝利シーンにも登場する。
ワドルドゥ
『X』でのデデデの「横必殺ワザ」、「最後の切りふだ」に登場する。
ゴルドー
デデデの「横必殺ワザ」、『X』でのデデデの「最後の切りふだ」に登場する。
二連主砲
『星のカービィ スーパーデラックス』からのゲスト出演。
ステージ「戦艦ハルバード」に登場する。一定時間になるとマジックハンド、レーザー、爆弾を発射する。
マルク
『星のカービィ スーパーデラックス』からのゲスト出演。
『SP』のモード「アドベンチャー」「勝ちあがり乱闘」のボスとして登場する。

### スターフォックスシリーズ
プレイヤーキャラクターとしてのフォックス・ファルコ・ウルフは作品ごとに担当声優が変更されているが、スマッシュアピールで登場する際の声はステージに合わせて固定されている。
フォックス
声 - 里内信夫（惑星コーネリア、惑星ベノム）、野島健児（ライラットクルーズ、オービタルゲート周域）
ステージ「惑星コーネリア」「惑星ベノム」「ライラットクルーズ」におけるファルコのスマッシュアピールや、ステージ「オービタルゲート周域」の通信で登場する。
『DX』ではアドベンチャーの「コーネリア」で、ファルコの応戦にアーウィンで来る。
ファルコ
声 - 江川央生
ステージ「惑星コーネリア」「惑星ベノム」「ライラットクルーズ」でのフォックスとウルフのスマッシュアピールや、ステージ「オービタルゲート周域」の通信で登場する。
『DX』ではアドベンチャーの「コーネリア」で、フォックスの応戦にアーウィンで来る。
ペッピー
声 - 麻生智久
ステージ「惑星コーネリア」「惑星ベノム」「ライラットクルーズ」でのフォックス、ファルコ、ウルフのスマッシュアピールや、ステージ「オービタルゲート周域」の通信で登場する。
『DX』ではアドベンチャーの「コーネリア」で、フォックスやファルコの応戦にアーウィンで来る。
スリッピー
声 - 頓宮恭子
ステージ「惑星コーネリア」「惑星ベノム」「ライラットクルーズ」でのフォックス、ファルコ、ウルフのスマッシュアピールや、ステージ「オービタルゲート周域」の通信、ステージ「シャドーモセス島」でファルコがいる場合のスネークのスマッシュアピールで登場する。
『DX』ではアドベンチャーの「コーネリア」で、フォックスやファルコの応戦にアーウィンで来る他、イベント戦Lv.23「スリッピーの新兵器」にも登場する。
クリスタル
声 - 一龍斎貞弥
ステージ「ライラットクルーズ」でのフォックス、ファルコ、ウルフのスマッシュアピールで登場する。
ウルフ
声 - 大場真人
『DX』のオープニングムービーや、ステージ「ライラットクルーズ」でのフォックスのスマッシュアピールで登場する。
レオン、パンサー
声 - 里内信夫（レオン）、稲田徹（パンサー）
ステージ「ライラットクルーズ」でのフォックス、ウルフのスマッシュアピールで登場する。
コーネリア防衛軍
ステージ「ライラットクルーズ」に登場する。
ナウス64
声 - 沼田祐介
ステージ「オービタルゲート周域」の通信で登場する。
レゾード
『スターフォックスアサルト』からのゲスト出演。
ステージ「オービタルゲート周域」に登場する。巨大ミサイルの姿をした「アパロイド」という生物。基本的に単なる足場である。

### ポケットモンスターシリーズ
ポッポ、バタフリー、オニドリル、ファイヤー
ステージ「ヤマブキシティ」に登場する。
フシギバナ
声 - 非公表（初代・DX）、石塚運昇（SP）
『初代』『SP』ではステージ「ヤマブキシティ」に登場する。「はっぱカッター」を使う。
『DX』ではステージ「ポケモン亜空間」に足場として登場する。
ヒトカゲ
声 - 三木眞一郎
ステージ「ヤマブキシティ」に登場する。「かえんほうしゃ」と「たいあたり」を使う。
ラッキー
声 - 飯塚雅弓
『初代』『SP』ではステージ「ヤマブキシティ」に登場する。「タマゴうみ」を使う。
『DX』ではステージ「ポケモン亜空間」に足場として登場する。
ポリゴン
声 - 非公表（64）、林原めぐみ（SP）
『初代』『SP』ではステージ「ヤマブキシティ」に登場する。「たいあたり」を使う。
『DX』ではステージ「ポケモン亜空間」に足場として登場する。
マルマイン
ステージ「ヤマブキシティ」に登場する。「だいばくはつ」を使う。
ゼニガメ、イワーク、コダック、チコリータ、マタドガス、ヤドン、ウパー、ウソッキー、カビゴン、パウワウ、ソーナンス、アンノーン、トサキント、ベロリンガ、イシツブテ
ステージ「ポケモン亜空間」に足場として登場する。
エレキブル、ジバコイル
ステージ「ポケモンスタジアム2」のでんきタイプに登場する。
ダグトリオ、カラカラ
ステージ「ポケモンスタジアム2」のじめんタイプに登場する。
ハネッコ、エアームド、フワンテ
ステージ「ポケモンスタジアム2」のひこうタイプに登場する。
ユキワラシ、ユキカブリ
ステージ「ポケモンスタジアム2」のこおりタイプに登場する。
ディアルガ
ステージ「テンガンざん やりのはしら」に登場する。「ラスターカノン」を使う。
パルキア
ステージ「テンガンざん やりのはしら」に登場する。「トリックルーム」を使う。
クレセリア
ステージ「テンガンざん やりのはしら」に登場する。「サイコカッター」を使う。
ユクシー、エムリット、アグノム
ステージ「テンガンざん やりのはしら」に登場する。現れても何もしない。
レシラム
ステージ「イッシュポケモンリーグ」に登場する。「クロスフレイム」を使う。
ゼクロム
ステージ「イッシュポケモンリーグ」に登場する。「クロスサンダー」を使う。
シェイミ、ミロカロス、エルフーン
ステージ「イッシュポケモンリーグ」に登場する。
エリキテル 、コイル、エモンガ 、サンダー、イベルタル
ステージ「プリズムタワー」に登場する。
バシャーモ、ゴウカザル、ポカブ、カエンジシ
ステージ「カロスポケモンリーグ」の火炎の間に登場する。
カメックス、ホエルオー、ポッチャマ、ブロスター
ステージ「カロスポケモンリーグ」の水門の間に登場する。
ハガネール、ハッサム、ギギギアル、ヒトツキ
ステージ「カロスポケモンリーグ」の鋼鉄の間に登場する。
カイリュー、ガブリアス、キバゴ、サザンドラ
ステージ「カロスポケモンリーグ」の竜章の間に登場する。
ホウオウ
ステージ「カロスポケモンリーグ」の火炎の間に登場する。通常よりも大きな火柱を起こす。
マナフィ
ステージ「カロスポケモンリーグ」の水門の間に登場する。ステージに大穴を開けて水を流す。
レジスチル
ステージ「カロスポケモンリーグ」の鋼鉄の間に登場する。地面を揺らして攻撃する。
レックウザ
『X』にて「亜空の使者」のボスとして登場する他、ステージ「カロスポケモンリーグ」の竜章の間に登場する。ステージを通過して妨害する。

### MOTHERシリーズ
ラッキー/ナイス
『MOTHER2 ギーグの逆襲』に登場したバンドグループ「トンズラブラザーズ」のボーカルで、『DX』のオープニングムービーで一瞬だけ登場する。
また、ステージ「オネット」ではトンズラブラザーズのトラベリングバスが時々通過する。
きゅうきょくキマイラ
『MOTHER3』からのゲスト出演。
ステージ「ニューポークシティ」に登場する。現れてから触れたファイターに噛みつき、『X』では非常に強い吹っ飛ばしでほぼ間違いなく一撃で撃墜し、『SP』ではその場でミスにする。
キングのぞう
『MOTHER3』からのゲスト出演。
「亜空の使者」の荒廃した動物園のステージギミックとして登場。
ポーキー
『MOTHER3』からのゲスト出演。
「亜空の使者」のボスとして登場。
フライングマン
ステージ「マジカント」に登場する。現れてから最初に触れたファイターを援護する。1試合に現れるのは5体まで。
ダンジョンおとこ、あるくめ
『MOTHER2 ギーグの逆襲』からのゲスト出演。
ステージ「マジカント」に登場する。
ポーラ、プー
『MOTHER2 ギーグの逆襲』からのゲスト出演。
『SP』でネスの「最後の切りふだ」が発動した時にサポーターとして登場する。
クマトラ、ボニー
『MOTHER3』からのゲスト出演。
『SP』でリュカの「最後の切りふだ」が発動した時にサポーターとして登場する。

### F-ZEROシリーズ
F-ZEROマシン
ステージ「ミュートシティ」「ビッグブルー」「ポートタウン エアロダイブ」「ミュートシティ SFC」に登場する。
コース上を走行しており、触れたファイターを吹き飛ばす。「ビッグブルー」「ミュートシティ SFC」ではマシンの上で戦う。
登場する30台のうち、ブルーファルコンはキャプテン・ファルコンの登場シーンと「最後の切りふだ」にも登場する。
ファルコン・フライヤー
ステージ「ビッグブルー」に足場として登場する。
『X』の「亜空の使者」では、メタリドリーと戦う際のステージとなる。

### アイスクライマー
コンドル
アイスクライマーの登場シーンに登場する。
『SP』ではアイスクライマーの「最後の切りふだ」にも登場する。
ホワイトベア
ステージ「頂上」の背景に登場する。
『SP』ではアイスクライマーの「最後の切りふだ」にも登場する。

### ファイアーエムブレムシリーズ
クロム
声 - 杉田智和
『ファイアーエムブレム 覚醒』からのゲスト出演。
『for』『SP』でのルフレの「最後の切りふだ」と勝利シーンに登場する。『Wii U』ではピットのスマッシュアピールでも登場する。
公式PV「剣と魔法と炎の紋章」では「なくはないです」込みのいじられたクロムのPVの内容のプロットをインテリジェントシステムズに監修後「クロムの性格を良くお解りで」と大喜びされていた。この「なくはないです」の台詞で、杉田からは、ノリノリで泣き真似をしたエピソードもあった。
『SP』において本人がファイターの1人でプレイアブル化しても、変わらずルフレの「最後の切りふだ」と勝利シーンにも引き続きの再登場する。
ソティス
声 - 黒沢ともよ
『ファイアーエムブレム 風花雪月』からのゲスト出演。
ベレト / ベレスの「最後の切りふだ」に登場する。
ディミトリ、ドゥドゥー、イングリット、エーデルガルト、ドロテア、ペトラ、クロード、ヒルダ、ローレンツ、セテス、フレン、レア、門番
『ファイアーエムブレム 風花雪月』からのゲスト出演。
ステージ「ガルグ=マク大修道院」に登場する。

### ゲーム&ウオッチ
マンホール
ステージ「フラットゾーン」「フラットゾーン2」「フラットゾーンX」のヘルメットに登場する。
オイルパニックの作業員
ステージ「フラットゾーン」「フラットゾーンX」のヘルメットに登場する。
つまずいてオイルを溢している。
オイルパニックの夫婦
ステージ「フラットゾーン2」「フラットゾーンX」のオイルパニックに登場する。
攻撃すると叱られ、吹き飛ばされる。
シェフ
ステージ「フラットゾーン2」「フラットゾーンX」のシェフに登場する。
何度も攻撃すると吹き飛ばされる。
ライオンの飼育員
ステージ「フラットゾーン2」「フラットゾーンX」のライオンに登場する。
触れるとはじき返される。
ファイア
Mr.ゲーム&ウォッチの「上必殺ワザ」、ステージ「フラットゾーン2」「フラットゾーンX」のファイアに登場する。
オクトパス
Mr.ゲーム&ウォッチの「上スマッシュ攻撃」、ステージ「フラットゾーン2」「フラットゾーンX」ファイアに登場する。
落ちているアイテムを片付ける。

### パルテナの鏡シリーズ
ピット
声 - 高山みなみ
『Wii U』『SP』のステージ「エンジェランド」でのピットのスマッシュアピールで登場する。
パルテナ
声 - 久川綾
『X』ではピットの「最後の切りふだ」と「亜空の使者」のムービー、『Wii U』『SP』ではステージ「エンジェランド」でのピットのスマッシュアピールで登場する。
自然王ナチュレ
声 - 大本眞基子
『新・光神話 パルテナの鏡』からのゲスト出演。
ステージ「初期化爆弾の森」に登場し、姿を現した後に初期化爆弾を投下する。また、ステージ「エンジェランド」でのピットのスマッシュアピールで登場する。
ステージ「初期化爆弾の森」に登場する彼女は『for』ではイラストだったが、『SP』では3Dになった。
ブラックピット
声 - 高山みなみ
『新・光神話 パルテナの鏡』からのゲスト出演。
ステージ「エンジェランド」でのピットのスマッシュアピールで登場する。
トツコツ
『新・光神話 パルテナの鏡』からのゲスト出演。
ステージ「初期化爆弾の森」に登場する。初期化爆弾が投下された後に現れる。
フラッシュ、シルバー
『新・光神話 パルテナの鏡』からのゲスト出演。
『SP』でのピットの「最後の切りふだ」に登場する。

### メイド イン ワリオシリーズ
ジミー・T、しゃぎぃ
ステージ「メイド イン ワリオ」に登場する。
ファイブワット
ステージ「ゲーマー」に登場する。
サーチライトに触れると怒り状態になり、ファイターを一撃で吹き飛ばす。

### ピクミンシリーズ
チャッピー
ステージ「とある星」「再開の花園」に登場する。
「とある星」では開いた口に着地すると食べられる。
ピクミン
ステージ「再開の花園」に登場する。
一定時間になると破壊された物を修正する。
カニタマ
『ピクミン3』からのゲスト出演。
ステージ「再開の花園」に登場する。

### どうぶつの森シリーズ
どうぶつの森の主人公（むらびと）
ステージ「すま村」に登場する。複数の種類が存在する。
たぬきち、まめきち、つぶきち
ステージ「すま村」「村と町」や、むらびととしずえの「最後の切りふだ」に登場する。いずれも衣装は「商店」時のもの。
とたけけ
毎週土曜日の20:00～24:00に限り、ステージ「すま村」「村と町」に登場する。とたけけが登場する場合は、BGMも彼の弾き語りに差し替えられる。
みしらぬネコ、つねきち、グレース、ジョニー、ぺりお、ぺりこ、ぺりみ、もんばんさん（おまわりさん）A、もんばんさん（おまわりさん）B、カブリバ、ハッケミィ、そんちょう（コトブキ）、あさみ、きぬよ、フータ、フーコ、セイイチ、ローラン、あやしいネコ、カットリーヌ、マスター、ホンマさん、おかあさん、まいごちゃん、ししょー、ラコスケ
ステージ「すま村」「村と町」に登場する。
ドンどんぐり
ステージ「すま村」に登場する。
リセットさん、ハニワくん、うおまさ、ラケットさん、ゆうたろう、ケイト、きょしょー、シャンク、めがみさま、パロンチーノ、カメヤマさん
ステージ「村と町」に登場する。
かっぺい
ステージ「コトブキランド」に登場する。
また、ステージ「すま村」では彼の乗ったタクシーが登場する。

### ゼノブレイドシリーズ
ダンバン
声 - 堀川りょう
『ゼノブレイド』からのゲスト出演。
シュルクの「最後の切りふだ」に登場する。
リキ
声 - 甲斐田ゆき
『ゼノブレイド』からのゲスト出演。
シュルクの「最後の切りふだ」に登場する。
フィオルン
『ゼノブレイド』からのゲスト出演。
『SP』でのシュルクの「最後の切りふだ」に登場する。機械化された後の姿である。
黒いフェイス
声 - 若本規夫
『ゼノブレイド』からのゲスト出演。
ステージ「ガウル平原」に登場する。
夜になると現れ、レーザーで地形を破壊したり、爪でファイターを攻撃する。撃墜も可能。
レックス
声 - 下野紘
『ゼノブレイド2』からのゲスト出演。
ホムラ / ヒカリの「最後の切りふだ」に登場する。また、登場シーンや勝利シーン、アピール時にも登場する。
じっちゃん（セイリュウ）
声 - 千葉繁
『ゼノブレイド2』からのゲスト出演。
ステージ「アルストの雲海」のエリア地形として登場する。
ニア、ビャッコ、トラ、ハナJS、メレフ、カグツチ、ジーク、サイカ
『ゼノブレイド2』からのゲスト出演。
ステージ「アルストの雲海」に登場する。

### 光線銃シリーズ
ワイルドガンマン
『ワイルドガンマン』からのゲスト出演。
ダックハントの「下必殺ワザ」、「最後の切りふだ」、勝利シーンに登場する。
ダックハント
『ダックハント』からのゲスト出演。
ステージ「ダックハント」に登場する。

### その他の任天堂キャラクター
ウィーボ
『Wii Fit』からのゲスト出演。
ステージ「Wii Fit スタジオ」に登場する。
ドック・ルイス
声 - 小山剛志
『パンチアウト!!』からのゲスト出演。
リトル・マックのアピール（声のみ）や勝利シーンに登場する。
ジャッジくん、コジャッジくん
『スプラトゥーン』からのゲスト出演。
ステージ「タチウオパーキング」に登場する。
スプリングマン、リボンガール、ニンジャラ、マスターマミー、メカニッカ、ツインテーラ
『ARMS』からのゲスト出演。
ミェンミェンの「最後の切りふだ」に登場する。
Mii
ハード本体に登録されているMiiがゲスト出演。
ステージ「すれちがい伝説」「トモダチコレクション」「ウーフーアイランド」「パイロットウイングス」に登場。
『3DS』では必ず自分のアバターとして設定されたMiiが登場する。
魚
『バルーンファイト』からのゲスト出演。
ステージ「頂上」「バルーンファイト」に登場する。ファイターが水面付近にいると食べられる。「頂上」では食べられるとミス確定だが、「バルーンファイト」ではダメージ量が少なければレバガチャで抜けられる。
ハネンボウ
『エレクトロプランクトン』からのゲスト出演。
ステージ「エレクトロプランクトン」に登場する。
ニンテンドッグス
『nintendogs』からのゲスト出演。
ステージ「子犬のいるリビング」に登場する。
全てのやみの王
『すれちがい伝説II』からのゲスト出演。
ステージ「すれちがい伝説」に登場する。

### コナミからのゲストキャラクター
コナミの各作品からの登場キャラクター。
スネーク
声 - 大塚明夫
『メタルギアソリッド』からのゲスト出演。
『X』『SP』のステージ「シャドーモセス島」でのスマッシュアピールで登場する。
ロイ・キャンベル
声 - 青野武
『メタルギアソリッド』からのゲスト出演。
通称「キャンベル大佐」。スネークのスマッシュアピールで登場する。
ハル・エメリッヒ
声 - 田中秀幸
『メタルギアソリッド』からのゲスト出演。
愛称は「オタコン」。スネークのスマッシュアピールで登場する。
メイ・リン
声 - 桑島法子
『メタルギアソリッド』からのゲスト出演。
スネークのスマッシュアピールで登場する。
メタルギアREX、メタルギアRAY、月光
『メタルギアソリッド』からのゲスト出演。
ステージ「シャドーモセス島」に登場する。画面奥の壁を壊して登場するが、特に何もしない。
メディウサ、ミイラ男、フランケンシュタイン & のみ男、死神、カーミラ、狼男、ドラキュラ、ドラキュラくん
『悪魔城ドラキュラ』『悪魔城すぺしゃる ぼくドラキュラくん』からのゲスト出演。
ステージ「ドラキュラ城」に登場する。ドラキュラとドラキュラくんは影絵として登場する。
アルカード
声 - 置鮎龍太郎
『悪魔城ドラキュラX 月下の夜想曲』からのゲスト出演。
『SP』のステージ「エンジェランド」でリヒターがいる場合のピットのスマッシュアピールで登場する。
ドラキュラ伯爵
『悪魔城ドラキュラ』からのゲスト出演。
『SP』のモード「アドベンチャー」「勝ちあがり乱闘」のボスとして登場する。

### セガからのゲストキャラクター
セガの各作品からの登場キャラクター。
テイルス、ナックルズ、シルバー
『ソニックシリーズ』からのゲスト出演。
ステージ「グリーンヒルゾーン」に登場する。ステージ奥のループを移動している。
動物
『ソニックシリーズ』からのゲスト出演。
ステージ「ウィンディヒル」に登場する。
ゴモラ
『ベヨネッタシリーズ』からのゲスト出演。
ベヨネッタの「最後の切りふだ」に登場する。
インスパイアド、フォルティトゥード
『ベヨネッタシリーズ』からのゲスト出演。
ステージ「アンブラの時計塔」に登場する。
アルセーヌ
『ペルソナ5』からのゲスト出演。
ジョーカーの反逆ゲージをためることで出現する。
モナ / モルガナ
声 - 大谷育江
『ペルソナ5』からのゲスト出演。
ジョーカーの「最後の切りふだ」やアピール、勝利演出などに登場する。
スカル / 坂本竜司、パンサー / 高巻杏、フォックス / 喜多川祐介、クイーン / 新島真、ノワール / 奥村春
声 - 宮野真守（スカル）、水樹奈々（パンサー）、杉田智和（フォックス）、佐藤利奈（クイーン）、戸松遥（ノワール）
『ペルソナ5』からのゲスト出演。
ジョーカーの「最後の切りふだ」、ステージ「メメントス」に登場する。
ナビ / 佐倉双葉
声 - 悠木碧
『ペルソナ5』からのゲスト出演。
ジョーカーの「最後の切りふだ」や勝利演出時などに登場。他のキャラクターとは違い「メメントス」には登場しない。

### カプコンからのゲストキャラクター
カプコンの各作品からの登場キャラクター。
エックス、ロック・ヴォルナット、ロックマン.EXE、シューティングスター・ロックマン
『ロックマンシリーズ』からのゲスト出演。
ロックマンの「最後の切りふだ」に登場する。
ラッシュ
『ロックマンシリーズ』からのゲスト出演。
ロックマンの「上必殺ワザ」に登場する。
ビート
『ロックマンシリーズ』からのゲスト出演。
『for』のロックマンの「上必殺ワザ3」に登場する。
イエローデビル
『ロックマンシリーズ』からのゲスト出演。
ステージ「ワイリー基地」に登場する。
現れてから左右に移動し、ファイターを攻撃する。撃破可能で、倒されると大爆発を起こす。
ブルース、フォルテ
『ロックマンシリーズ』からのゲスト出演。
『SP』でのロックマンの「最後の切りふだ」に登場する。
リオレウス
『モンスターハンターシリーズ』からのゲスト出演。
『SP』のモード「アドベンチャー」「勝ちあがり乱闘」のボスとして登場する。

### バンダイナムコからのゲストキャラクター
バンダイナムコの各作品からの登場キャラクター。
ギャラクシアン、キング、マイカー、ファイター(ギャラガ)、スパルタカス、プーカァ、ソルバルウ、アンドアジェネシス、マッピー、トプカプ、アブノシップ、ギル、レッドバロン、クロービス、パケット族、ランナー、ワルキューレ、和田どん、王子
パックマンの「上アピール」に登場する。キングは『3DS』『SP』、ランナーとワルキューレは『Wii U』『SP』、王子は『SP』のみ登場。
モンスターズ
『パックマン』からのゲスト出演。
ステージ「パックメイズ」と、パックマンの「スマッシュ攻撃」と勝利シーンに登場する。
イジケ状態は『3DS』『SP』でのパックマンの「上アピール」に登場。
妖精、妖精のママ
『パックランド』からのゲスト出演。
ステージ「パックランド」に登場する。また、妖精は『SP』でのパックマンの「横アピール」、勝利シーンに登場する。
三島平八
声 - 石塚運昇
『鉄拳シリーズ』からのゲスト出演。
『SP』でのパックマンの「上アピール」、ステージ「三島道場」に登場する。

### スクウェア・エニックスからのゲストキャラクター
スクウェア・エニックスの各作品からの登場キャラクター。
オーディン、バハムート零式、リヴァイアサン、ラムウ、イフリート
『ファイナルファンタジーVII』からのゲスト出演。
ステージ「ミッドガル」に登場する。
セーファ・セフィロス
『ファイナルファンタジーVII』からのゲスト出演。
セフィロスの「最後の切りふだ」に登場する。
主人公（『I』『II』『V』『VI』『VII』『IX』『X』）
『ドラゴンクエストシリーズ』からのゲスト出演。
勇者の「最後の切りふだ」に登場する。
スライム
『ドラゴンクエストシリーズ』からのゲスト出演。
勇者のアピール時や、ステージ「天空の祭壇」に登場する。
ヨッチ族、ケトス、ミミック、はぐれメタル
『ドラゴンクエストシリーズ』からのゲスト出演。
ステージ「天空の祭壇」に登場する。
リク、ロクサス、シオン、テラ、ヴェントゥス、アクア
『キングダム ハーツ シリーズ』からのゲスト出演。
ステージ「ホロウバスティオン」に登場する。

### マイクロソフトからのゲストキャラクター
マイクロソフトの各作品からの登場キャラクター。
ジンジョー、ジンジョネーター
『バンジョーとカズーイの大冒険シリーズ』からのゲスト出演。
バンジョー&カズーイの「最後の切りふだ」に登場する。ジンジョーはステージ「クルクルやま」にも登場する。
チューティ、ボトルズ、マンボ・ジャンボ、グランチルダ、バズボム
『バンジョーとカズーイの大冒険シリーズ』からのゲスト出演。
ステージ「クルクルやま」に登場する。
クリーパー
『Minecraft』からのゲスト出演。
スティーブの「最後の切りふだ」に登場する。また、勝利シーンにも登場する。
村人、ウシ、ヒツジ、ニワトリ、ゾンビ、スケルトン、クモ、エンダーマン
『Minecraft』からのゲスト出演。
ステージ「マインクラフト ワールド」に登場する。

### SNKからのゲストキャラクター
SNKの各作品からの登場キャラクター。
アンディ・ボガード、ジョー・ヒガシ、タン・フー・ルー、ビリー・カーン、ギース・ハワード、ロック・ハワード、キム・カッファン、山崎竜二、ブルー・マリー、麻宮アテナ、草薙京、八神庵、大門五郎、チャン・コーハン、チョイ・ボンゲ、ラルフ・ジョーンズ、クラーク・スティル、リョウ・サカザキ、キング、ユリ・サカザキ
『餓狼伝説』『龍虎の拳』『THE KING OF FIGHTERS』『サイコソルジャー』『怒』からのゲスト出演。
ステージ「KOFスタジアム」に登場する。

## オリジナルキャラクター
『スマブラ』シリーズオリジナルキャラクター。
- ○…登場する
- ×…登場しない

| キャラクター名   | 初代 | DX | X | for | SP | 声優 |
| ---------------- | ---- | -- | - | --- | -- | --- |
| マスターハンド   | ○    | ○  | ○ | ○   | ○  | ジェフ・マニング（初代） ディーン・ハリントン（DX） パット・カシュマン（X） ザンダー・モーブス（for、SP） |
| クレイジーハンド | ×    | ○  | ○ | ○   | ○  | ディーン・ハリントン（DX） パット・カシュマン（X） ザンダー・モーブス（for、SP）                          |
| タブー           | ×    | ×  | ○ | ×   | ×  | なし |
| ガレオム         | ×    | ×  | ○ | ×   | ○  | なし |
| デュオン         | ×    | ×  | ○ | ×   | ×  | なし |
| マスターコア     | ×    | ×  | × | ○   | ×  | ザンダー・モーブス                                                                                        |
| キーラ           | ×    | ×  | × | ×   | ○  | なし |
| ダーズ           | ×    | ×  | × | ×   | ○  | なし |
| 謎のザコ敵軍団   | ○    | ○  | ○ | ×   | ×  | なし |
| 謎のMii軍団      | ×    | ×  | × | ○   | ○  | なし |
| ギガクッパ       | ×    | ○  | ○ | ○   | ○  | なし |
| サンドバッグくん | ×    | ○  | ○ | ○   | ○  | なし |
| バクダンくん     | ×    | ×  | × | ○   | ×  | なし |

## アドベンチャー（DX）
『DX』の「アドベンチャー」に登場する敵キャラクター。通常の大乱闘でも箱やタルから出てくることがある。
クリボー
「キノコ王国」に登場。クッパ軍団の部下。
ノコノコ
「キノコ王国」に登場。クッパ軍団の部下。甲羅が緑のノコノコと赤のノコノコの2種類がいる。
パタパタ
「キノコ王国」に登場。クッパ軍団の部下。ノコノコと同じく、緑と赤の2種類がいる。
オクタロック
「迷宮」に登場。本作では陸を這い回る敵になっている。
ライクライク
「迷宮」に登場。
リーデット
「迷宮」に登場。
トッピー
「アイシクルマウンテン」に登場。海外版では別のキャラクターに差し替えられている。
ホワイトベア
「アイシクルマウンテン」に登場。

## 亜空の使者（X）
『X』に登場するモード「亜空の使者」に登場するキャラクター。

## フィールドスマッシュ（3DS）
『3DS』に登場するモード「フィールドスマッシュ」に登場する敵キャラクター。敵キャラクターはランダムに登場するので、すべてのキャラクターが毎回出現するわけではない。
| キャラクター名     | 出典                       |
| ------------------ | -------------------------- |
| クリボー           | マリオシリーズ             |
| でかクリボー       | マリオシリーズ             |
| ノコノコ           | マリオシリーズ             |
| パタパタ           | マリオシリーズ             |
| ハンマーブロス     | マリオシリーズ             |
| キラー             | マリオシリーズ             |
| キラー砲台         | マリオシリーズ             |
| マグナムキラー     | マリオシリーズ             |
| ヘイホー           | マリオシリーズ             |
| カメック           | マリオシリーズ             |
| ジュゲム           | マリオシリーズ             |
| トゲゾー           | マリオシリーズ             |
| トゲメット         | マリオシリーズ             |
| ケロンパ           | マリオシリーズ             |
| ワンワン           | マリオシリーズ             |
| クリッター         | ドンキーコングシリーズ     |
| ティキドリー       | ドンキーコングシリーズ     |
| オクタロック       | ゼルダの伝説シリーズ       |
| スタルフォス       | ゼルダの伝説シリーズ       |
| リーデッド         | ゼルダの伝説シリーズ       |
| タートナック       | ゼルダの伝説シリーズ       |
| ピーハット         | ゼルダの伝説シリーズ       |
| コッコ             | ゼルダの伝説シリーズ       |
| バブル             | ゼルダの伝説シリーズ       |
| メトロイド         | メトロイドシリーズ         |
| キハンター星人     | メトロイドシリーズ         |
| ジーマ             | メトロイドシリーズ         |
| リオ               | メトロイドシリーズ         |
| プロペラヘイホー   | ヨッシーシリーズ           |
| ワドルディ         | 星のカービィシリーズ       |
| パラソルワドルディ | 星のカービィシリーズ       |
| ワドルドゥ         | 星のカービィシリーズ       |
| シャッツォ         | 星のカービィシリーズ       |
| ゴルドー           | 星のカービィシリーズ       |
| タック             | 星のカービィシリーズ       |
| プラズマウィスプ   | 星のカービィシリーズ       |
| ブロントバート     | 星のカービィシリーズ       |
| ボンカース         | 星のカービィシリーズ       |
| シャンデラ         | ポケットモンスターシリーズ |
| チュリネ           | ポケットモンスターシリーズ |
| ドガース           | ポケットモンスターシリーズ |
| ゴース             | ポケットモンスターシリーズ |
| フリージオ         | ポケットモンスターシリーズ |
| スターマン         | MOTHERシリーズ             |
| デビルカー         | MOTHERシリーズ             |
| ホワイトベア       | アイスクライマー           |
| モノアイ           | パルテナの鏡シリーズ       |
| 死神               | パルテナの鏡シリーズ       |
| ダフネ             | パルテナの鏡シリーズ       |
| ズリー             | パルテナの鏡シリーズ       |
| ミミッ子           | パルテナの鏡シリーズ       |
| ボックン           | パルテナの鏡シリーズ       |
| ボックンキャノン   | パルテナの鏡シリーズ       |
| ボックンメイジ     | パルテナの鏡シリーズ       |
| ドスドス           | パルテナの鏡シリーズ       |
| コロコロ爆弾       | パルテナの鏡シリーズ       |
| オーン             | パルテナの鏡シリーズ       |
| トツコツ           | パルテナの鏡シリーズ       |
| デススカル         | パルテナの鏡シリーズ       |
| フラージ           | パルテナの鏡シリーズ       |
| マーヴァ           | パルテナの鏡シリーズ       |
| メガンタ           | パルテナの鏡シリーズ       |
| ポックリ           | パルテナの鏡シリーズ       |
| ケーク             | パルテナの鏡シリーズ       |
| ダリオス           | パルテナの鏡シリーズ       |
| チャッピー         | ピクミンシリーズ           |
| オオガネモチ       | ピクミンシリーズ           |
| しろいおばけ       | リズム天国                 |
| ゴースト           | すれちがい伝説             |
| エッグロボ         | ソニックシリーズ           |
| メットール         | ロックマンシリーズ         |
| プーカァ           | ディグダグ                 |
| バキュラ           | ゼビウス                   |
| マイト             | 『X』「亜空の使者」        |
| ポッパラム         | 『X』「亜空の使者」        |
| ガルファイア       | 『X』「亜空の使者」        |
| ガルアイス         | 『X』「亜空の使者」        |
| ガルサンダー       | 『X』「亜空の使者」        |
| デスポット         | 『X』「亜空の使者」        |
| ジェネレーター     | 『X』「亜空の使者」        |

## ワールドスマッシュ（Wii U）
『Wii U』に登場するモード「ワールドスマッシュ」に登場するキャラクター。
| キャラクター名 | 出典                       |
| -------------- | -------------------------- |
| マグナムキラー | マリオシリーズ             |
| カメック       | マリオシリーズ             |
| トッテン       | マリオシリーズ             |
| タック         | 星のカービィシリーズ       |
| メトロイド     | メトロイドシリーズ         |
| リドリー       | メトロイドシリーズ         |
| ドガース       | ポケットモンスターシリーズ |
| フライングマン | MOTHERシリーズ             |
| 死神           | パルテナの鏡シリーズ       |
| ケーク         | パルテナの鏡シリーズ       |
| オオガネモチ   | ピクミンシリーズ           |
| 黒いフェイス   | ゼノブレイドシリーズ       |
| イエローデビル | ロックマンシリーズ         |

## マスタースピリット（SP）
『SP』に登場するモード「スピリッツ」に登場するマスタースピリット。これらのスピリットはスピリッツセットで装備できない代わりに、商店や施設を開放してくれる。
| スピリッツ名         | 出典                         |
| -------------------- | ---------------------------- |
| キノピコ             | マリオシリーズ               |
| ハニークイーン       | マリオシリーズ               |
| ファンキーコング     | ドンキーコングシリーズ       |
| ダルニア             | ゼルダの伝説シリーズ         |
| テリー               | ゼルダの伝説シリーズ         |
| ラインバック         | ゼルダの伝説シリーズ         |
| クレイド             | メトロイドシリーズ           |
| ペッピー             | スターフォックスシリーズ     |
| ヤドン               | ポケットモンスターシリーズ   |
| ドクタースチュワート | F-ZEROシリーズ               |
| アンナ               | ファイアーエムブレムシリーズ |
| リョウマ             | ファイアーエムブレムシリーズ |
| ディントス           | 新・光神話パルテナの鏡       |
| カット&アナ          | メイド イン ワリオシリーズ   |
| チャーリー           | ピクミンシリーズ             |
| まめきち&つぶきち    | どうぶつの森シリーズ         |
| もんばんさん         | どうぶつの森シリーズ         |
| ウィーボ             | Wii Fitシリーズ              |
| ドック・ルイス       | パンチアウト!!               |
| リキ                 | ゼノブレイドシリーズ         |
| ブキチ               | スプラトゥーンシリーズ       |
| アタリメ司令         | スプラトゥーンシリーズ       |
| グラビティーマン     | ロックマンシリーズ           |
| ザンギエフ           | ストリートファイターシリーズ |